# Sergio de Castro Spikula
Sergio de Castro Spikula (* 25. Januar 1930 in Santiago de Chile; † 26. April 2024) war ein chilenischer Ökonom. Er war unter der Militärregierung von Augusto Pinochet zunächst Wirtschaftsminister, später Finanzminister.

## Leben
An der Pontificia Universidad Católica de Chile studierte er Wirtschaftsingenieurwesen. Er gehörte zu den ersten drei chilenischen Studenten, die 1956 an die Universität von Chicago entsandt wurden, um dort Wirtschaftswissenschaft unter Milton Friedman zu studieren.
Er arbeitete als Professor und Direktor des Economics Research Center an der Pontificia Universidad Católica de Chile, wo er zwischen 1965 und 1968 auch Dekan war. Zusammen mit einigen anderen chilenischen Ökonomen entwarf er die in den 1970er-Jahren sehr bedeutsame Denkschrift El Ladrillo (der Backstein).
Nach dem Militärputsch trat er am 14. September 1973 in die Militärregierung ein, zunächst als Berater des Wirtschaftsministers Fernando Léniz. Vom 14. April 1975 bis zum 27. Dezember 1976 war er Wirtschaftsminister. Vom 31. Dezember 1976 bis zum 22. April 1982 war er Finanzminister. Da er im Amt „neoliberale“ Reformen in Anlehnung an die Chicagoer Schule durchführte, wird er zu den Chicago Boys gezählt. Als Finanzminister führte er allerdings 1979 entgegen den Empfehlungen Milton Friedmans ein System fester Wechselkurse ein. Daran hielt er auch noch fest, als Wirtschaftsberater in der tiefen Rezession 1982 wegen der stark angestiegenen Zahl der Unternehmenspleiten auf eine Abwertung des chilenischen Peso drängten. De Castro hielt dem entgegen, dass nur die Stärksten und Wettbewerbsfähigsten die Krise überstehen sollten, konnte sich mit seiner Vorstellung aber nicht mehr durchsetzen und musste 1982 gehen.
Nach seiner Entlassung arbeitete er als Direktor der Banco Edwards Citi. Er war Vorstandsmitglied der Centro de Estudios Públicos und Vorstand der Fakultät für Wirtschafts- und Managementwissenschaften der Pontificia Universidad Católica de Chile.
Im April 2024 starb er im Alter von 94 Jahren.

## Belege
1. ↑  Todesnachricht. In: df.cl. Abgerufen am 27. April 2024 (spanisch).
2. ↑  Juan Gabriel Valdés: Pinochet’s Economists: The Chicago School of Economics in Chile. Cambridge University Press, Cambridge 1995, ISBN 0-521-45146-9, S. 136.
3. ↑  Juan Gabriel Valdés: Pinochet’s Economists: The Chicago School of Economics in Chile. Cambridge University Press, Cambridge 1995, ISBN 0-521-45146-9, S. 178.
4. ↑  Juan Gabriel Valdés: Pinochet’s Economists: The Chicago School of Economics in Chile. Cambridge University Press, Cambridge 1995, ISBN 0-521-45146-9, S. 181.
5. ↑  Juan Gabriel Valdés: Pinochet’s Economists: The Chicago School of Economics in Chile. Cambridge University Press, Cambridge 1995, ISBN 0-521-45146-9, S. 247f.
6. ↑  Sebastian Edwards: Left Behind: Latin America and the False Promise of Populism. University of Chicago Press, 2010, ISBN 978-0-226-18478-4, S. 102
7. ↑  Karin Fischer: The Influence of Neoliberals in Chile before, during, and after Pinochet. In: P. Mirowski, D. Plehwe (Hrsg.): The Road from Mont Pèlerin: The Making of the Neoliberal Thought Collective. Harvard University Press 2009, S. 305–346, 330.
8. ↑  Todesnachricht. In: df.cl. Abgerufen am 27. April 2024 (spanisch).

| Personendaten    | Personendaten                             |
| ---------------- | ----------------------------------------- |
| NAME             | Castro Spikula, Sergio de                 |
| KURZBESCHREIBUNG | chilenischer Nationalökonom und Politiker |
| GEBURTSDATUM     | 25. Januar 1930                           |
| GEBURTSORT       | Santiago de Chile                         |
| STERBEDATUM      | 26. April 2024                            |